# Bailliage de Commercy
1723–1790
Entités suivantes :
- District de Commercy

Le bailliage de Commercy est une ancienne entité administrative du duché puis de la province de Lorraine, ayant existé de 1723 à 1790. Il avait pour chef-lieu Commercy et existait conjointement avec la principauté du même nom.

## Géographie
En 1779, ce bailliage est délimité au sud par la prévôté de Void et le bailliage de Lamarche, à l'est par le Toulois, au nord par le bailliage de Saint-Mihiel et à l'ouest par le bailliage de Bar-le-Duc.
La Meuse le traverse du sud-est au nord ; il renferme des forêts, ainsi que des terres arables qui produisent du froment, du seigle, de l’orge et de l’avoine ; il inclut également des vignes (surtout du côté droit de la Meuse) et des prairies sur les deux rives, dont les foins et le pâturage sont très estimés d'après M. Durival. Les bois-la-Reine, au nord-est de Commercy, sont remplis d’étangs ; il y a aussi des carrières et des forges.

## Histoire
Le bailliage de Commercy est créé par un édit ducal en 1723, à la suite de la mort de Charles-Henri de Lorraine-Vaudémont, qui était jusque-là prince de Commercy ; ce territoire administratif continue d'exister après l'édit de juin 1751.
Il dépendait du diocèse de Toul et était régi par une grande diversité de coutumes, d’usages, de mesures des terres, des grains, des liquides, etc.
Les lieux régis par le droit écrit, par la coutume de Vitry-le-François et par celle de Lorraine sont du duché de Lorraine ; ceux qui sont sous la coutume de Saint-Mihiel sont du duché de Bar.

## Baillis
Les baillis ont été successivement : Henry, marquis de Mouchy (1723-1740) ; François-Louis des Porcellets (1740-1751) ; Ladislas, comte et maréchal de Berchigny (1751-1768) ; le chevalier de Berchigny (1768-1790).

## Communautés
En 1779, les communautés ci-dessous font partie du bailliage.

### Régies par le droit-écrit
- Commercy, le faubourg, la cense-fief de Valdeck et celle de Hurtebise
- Euville
- Lérouville et le fief de Launoy

### Sous la coutume de Vitry-le-François
- Chonville et la cense-fief de Morville
- Méligny-le-Grand
- Ménil-la-Horgne
- La Neuveville-au-Rupt et l'abbaye de Riéval
- Ville-Issey

### Sous la coutume de Lorraine
- Charmes-la-Côte
- Malaumont
- Mont-le-Vignoble
- Sanzey et la cense-fief de Léonval
- Saulxures-les-Vannes
- Vannes-le-Châtel
- Vignot

### Sous la coutume de Saint-Mihiel
- Boucq
- Choloy ou Chauloy
- Corniéville
- Domgermain et la cense-fief de Bois-le-Comte
- Foug
- Frémeréville
- Saint-Germain-sur-Meuse (mi-parti avec le territoire de Vaucouleurs)
- Gibaumey
- Gironville
- Jouy-sous-les-Côtes
- Laye-Saint-Remy
- La Neuveville-derrière-Foug ou la Petite-Foug
- Pargney ou Pagny-derrière-Barine, le fief de Voisel ou Longeau, et le Val-des-Nones hermitage
- L'abbaye et le hameau de Rangéval, avec la cense de Varinchanot
- Sorcy et Saint-Martin
- Le Val-de-Passey
- Vassimon, ci-devant Aulnoy-sous-Vertuzey
- Vertuzey